# Mackay-tó
A Mackay-tó, amelyet az őslakos pintupi nép Wilkinkarra néven ismer, Nyugat-Ausztrália és az Északi Terület Pilbara régiójában, valamint a Goldfields-Esperance terület északi részein szétszórtan található, több száz időszakos sós tó közül a legnagyobb. A tó a Nagy-homoksivatag szélén helyezkedik el, és jelentős a kulturális, környezeti és földrajzi értéke. Körülbelül 3494 négyzetkilométer (1349 négyzetmérföld) területével a Mackay-tó Nyugat-Ausztrália legnagyobb tava, valamint az ország egyik legnagyobb sós tava. A tó tengerszint feletti magassága évszaktól és éghajlati viszonyoktól függően 355 és 370 méter között változik. Bár hatalmas méretű, az év nagy részében kiszáradt állapotban marad, és csak jelentősebb esőzések után telik meg vízzel – amelyek ezen a száraz területen ritkák.

## Leírás
Földrajzilag a Mackay-tó átnyúlik Nyugat-Ausztrália és az Északi Terület határán, a területének nagy része Nyugat-Ausztrália oldalán található. A tó távoli fekvése és a környező zord vidék miatt a régió egyik legelszigeteltebb természeti képződménye. A tó környéke homokdűnék, spinifex fűvel borított síkságok és alacsony növésű bokros területek jellemzik, amelyek a Nagy Homoksivatagra jellemzőek.
A tó környéke ásványi kincsekben is gazdag, például arany- és egyéb értékes lelőhelyek találhatók itt. Azonban a terület elzártsága és környezeti érzékenysége miatt a nagyobb léptékű bányászati tevékenységek korlátozottak. Az utóbbi években egyre nagyobb érdeklődés mutatkozik a tó területének megújuló energiaforrások, például nap- és szélenergia projektek céljára történő kiaknázása iránt, figyelembe véve a hatalmas, lakatlan területeket és a magas napenergia-potenciált.
A tó és környéke nagyrészt lakatlan, kevés állandó település található a közelében. A tóhoz való hozzáférés nehézkes, kevés út vezet a régióba, ami hozzájárul a Mackay-tó természetes és érintetlen állapotának megőrzéséhez, ezáltal különleges helyet foglal el Ausztrália földrajzi tájképében.
Az utóbbi időben figyelemre méltó erőfeszítések történtek a Mackay-tó kulturális és környezeti jelentőségének megőrzése érdekében. Az őslakos csoportok és a természetvédők együttműködnek annak érdekében, hogy a tó természeti szépsége és kulturális öröksége a jövő generációi számára is fennmaradjon. Ez magában foglalja a tó őslakos kulturális gyakorlatokban betöltött szerepének elismerését, valamint annak biztosítását, hogy a térségben történő bármilyen fejlesztés az őslakosok jogainak és a környezet védelmének figyelembevételével történjen.
A tó felszíni magassága 355 és 370 méter között változik a tengerszint felett. A tó hatalmas, fényvisszaverő, fehér felszínét az aszályos környezetben bekövetkező párolgás révén a talaj mélyéből a felszínre kerülő sók és ásványok alkotják. A tómeder sötétebb foltjai a sivatagi növényzet vagy algák jelenlétét, a talajban található nedvességet, illetve a vízgyűjtő alacsonyabban fekvő részeit jelzik. A tó keleti felén különféle barna színű dombok találhatók, míg déli részén kelet-nyugati irányban homokdűnék húzódnak. A Mackay-tó kiemelt kulturális jelentőséggel bír a Nyugati Sivatag őslakos közösségei, különösen a pintupi nép számára. A tó számos Álomidő-mítosz központi eleme, melyek közül sok egy pusztító bozóttűzről szól, amely elpusztította a tájat és a tó kialakulásához vezetett. A terület emellett olyan jelentős őslakos művészek szülőhelye, mint Linda Syddick Napaltjarri, valamint a híres művész Ronnie Tjampitjinpa gyermekkori otthona.

### Ökológiai jelentősége
Időszakos jellegéből adódóan a Mackay-tó fontos szerepet játszik a helyi ökoszisztémában, ideiglenes élőhelyet és szaporodási területet biztosítva különféle partimadarak, vízimadarak és más élőlények számára, amikor vízzel telik meg. Az áradásokat követően a víz több hónapig is megmaradhat a tóban. A tó vízborítottságának mélysége és időtartama azonban az évszakos esőzésektől függően változik.

### Bányászati potenciál
Az utóbbi években fokozott érdeklődés mutatkozik a tó ásványkincseinek kitermelése iránt, különösen a kálium-karbonát iránt, amely a tó ásványokban gazdag üledékeiben található meg. Azonban minden fejlesztési javaslatnak figyelembe kell vennie a terület környezeti és kulturális jelentőségét.

## Találkozások és felfedezések
David Carnegie felfedező már 1897-ben megjósolta a Mackay-tó létezését, amikor a tó nyugati részén haladt át. Könyvében, a Spinifex and Sand című művében így idézte fel a tapasztalatait:
„Május 9-én déli irányban hagytuk el a kutat, és hamarosan homokdűnék között találtuk magunkat, amelyek két napon át kísértek minket. Május 11-én este egy sziklás sziklasor mellett haladva táboroztunk le, körülbelül három mérföldre északra egy nagyon feltűnő, magányos dombtól, amelyet Mount Webbnek neveztem el W. F. Webb úr tiszteletére, aki Newstead Abbey birtokosa Nottinghamshire-ben. Aznap reggel, amikor felkelt a nap, egy látszólag hatalmas tó délibábja jelent meg a horizont 90°-án — keletről dél felé. Sem a sziklás szirtfokról, sem Mount Webbről nem láttunk tavat, de több mint valószínű, hogy ezen a helyen egy nagy sós tó létezik, amely talán szaggatott vonalban összeköti Lake White-ot és Lake Macdonaldot.”
A Mackay-tavat először Christopher Walker és Andy Everett térképezte fel 1913. április 15-én egy aranykutató expedíció során. 

Feljegyzéseiben Walker így írt a Mackay-tó első felfedezéséről:
„Nyugatra nézve csak délibábot láttam mérföldeken keresztül, amelyek hatalmas vízfelületeknek tűntek. … Miután elhagytuk a dombot és két mérföldet nyugat felé haladtunk, jobb oldalon rábukkantunk a tó egyik ágára. Ezen a ponton a tó száraz volt, és egy vékony, nagyon fehér sóréteget fedett fel. … Azután a tó ágát nyugati irányba követtük. További két mérföld után az ág déli irányba fordult. … Innen észak felé nézve az, amit először szárazföldnek gondoltunk a tó másik oldalán, valójában csak egy sziget volt a tóban. Tovább haladva déli irányba jobb rálátásunk nyílt a szigetekre. Ezek a szigetek a parttól egytől akár négy mérföldre helyezkednek el. Nyugat felé nézve a szigetek között a tó több mérföldre is jól látható volt. Ezen a részen nem láttunk vizet, csak hatalmas sós síkságokat, amelyek egy havas pusztaságra emlékeztettek.”
A következő jelentés a Mackay Aerial Survey Expedition során érkezett, amikor a felderítő repülőgép 1930. június 5-én a tó felett átrepült. Később, 1932 augusztusában, Michael Terry és csapata tevék segítségével elérte a tó északkeleti sarkát. Terry két korábbi beszámolót is említett, amelyek talán ugyanerről a tóról szóltak: az egyik 1904-ben egy Rawazan nevű afgán tevehajcsár jelentésében, a másik pedig 1925-ben, amikor Jimmy Wyckhambányász megfigyeléseit jegyezte fel.
A tó nevét hivatalosan 1934. március 13-án hagyták jóvá mind az Északi Terület, mind Nyugat-Ausztrália területére vonatkozóan. A tavat Donald George Mackay felfedezőről nevezték el, aki a 20. század elején széleskörű légi felméréseket szervezett a régióban.

## A tó és az őslakosok
A Mackay-tó kiemelkedő kulturális jelentőséggel bír a pintupi nép számára, akik az ősi időktől kezdve ezen a területen éltek. A tó szorosan kapcsolódik az álomidők történeteihez, és spirituális tájékozódási pontot jelent számukra. A pintupi közösség évezredek óta alkalmazkodott a sivatagi életkörülményekhez, hagyományos tudásukat felhasználva navigáltak az embert próbáló terepen.
A tó környéke adta a világ egyik legismertebb őslakos művészének, Linda Syddick Napaltjarri-nak a szülőhelyét. Napaltjarri munkássága az ősi pintupi hagyományokat és az Álomidő-történeteket ötvözi a modern művészeti irányzatokkal. Festményei világszerte ismertté váltak, és számos nemzetközi kiállításon szerepeltek.
A tó környékén töltötte gyerekkorát egy másik kiemelkedő őslakos művész, Ronnie Tjampitjinpa is, aki a Papunya Tula művészeti mozgalom egyik alapítója. Tjampitjinpa művészete nagy hatással volt az ausztrál őslakos kultúra nemzetközi megismertetésére. Munkái az Álomidő és a sivatagi élet szimbolikus ábrázolásával mély spirituális jelentőséggel bírnak.
A művészek ezen generációja nemcsak a pintupi közösség kulturális identitását erősítette meg, hanem hozzájárult ahhoz is, hogy az őslakos művészet a nemzetközi színtéren is elismertté váljon.

## Névadások
A tó nevét nemcsak a földi földrajzi helyek őrzik. 2007-ben a tó nevét viselő Mackay-tó nevű helyi önkormányzati területet (locality) hozták létre az Északi Területen. Ennek határai magukba foglalják a tavat és annak közvetlen környékét. A névadás célja az volt, hogy megőrizzék a tó történelmi és kulturális jelentőségét az utókor számára.
A Mackay-tó nevét az emberiség az űrbe is továbbvitte. A Szaturnusz egyik holdján, a Titánon található tavak közül az egyik, a Mackay Lacus, szintén a Mackay-tó tiszteletére kapta a nevét. Ez a gesztus szimbolikusan összeköti a Föld egyik legelszigeteltebb és legősibb földrajzi képződményét a Naprendszer egy másik, titokzatos világával.